# Koninkrijk Mutapa
Het koninkrijk Mutapa (Shona: Wene we Mutapa; Portugees: Monomotapa) was een koninkrijk tussen de rivieren Zambezi en Limpopo in het tegenwoordige Zimbabwe en Mozambique. Het werd bevolkt door de Shona.

## Geschiedenis
Mutapa werd gesticht door de prins (Mwene) Nyatsimba Mutota van het koninkrijk Zimbabwe. In 1629 werd het koninkrijk een Portugees protectoraat. Het rijk ging in 1760 ten onder aan een burgeroorlog; de overwinnende dynastie werd uiteindelijk in 1917 door de Portugezen overwonnen.